# Thảm sát Bình An
Thảm sát Bình An hay còn gọi là thảm sát Tây Vinh (tiếng Triều Tiên: 타이빈 양민 학살 사건) là một loạt các cuộc thảm sát do sư đoàn bộ binh thiết giáp thủ đô (hangul: 수도기계화보병사단; hanja:首都機械化步兵師團) của quân đội Hàn Quốc thực hiện đối với dân thường Việt Nam tại xã Bình An, nay là 3 xã Tây Vinh, Tây Bình, Tây An thuộc huyện Tây Sơn, tỉnh Bình Định. Trong suốt cuộc hành quân, lính Nam Hàn đã đột kích 15 thôn của xã Bình An (cũ). Điển hình tại một thôn, họ đã lùng sục và bắn chết 68 người, chỉ có 3 thường dân sống sót.

## Bối cảnh sự kiện
Từ giữa năm 1965, trong chiến lược chiến tranh cục bộ, quân đội viễn chinh Mỹ và quân chư hầu cùng với một khối lượng lớn vũ khí, khí tài chiến tranh được ồ ạt đưa vào miền Nam. Tại chiến trường Bình Định, nhiều đơn vị quân sự thiện chiến như Sư đoàn Kỵ binh bay số 1 của Mỹ, Sư đoàn Mãnh Hổ, Lữ đoàn Bạch Mã của Nam Hàn... đã xung trận. Lực lượng này đã thực hiện hàng loạt vụ càn quét, thảm sát.
Những vụ thảm sát liên tiếp diễn ra ở huyện Tuy Phước như Tân Giảng (xã Phước Hòa), Nho Lâm (xã Phước Hưng) và nhiều nơi khác. Nhưng điển hình nhất cho những tội ác man rợ đó là vụ thảm sát do lính Nam Hàn gây ra ở Bình An (xã Tây Vinh) vào tháng 2 năm 1966. Từ ngày 23/01 đến 26/2/1966, khoảng 1.200 người dân thường của xã Bình An (cũ) bị lính đánh thuê Nam Triều Tiên giết. Chỉ trong một giờ ngày 26/2, có 380 dân thường ở thôn Gò Dài đã bị giết, tất cả nạn nhân được chôn chung cùng một hố.

## Tưởng niệm
Do nhiều gia đình, người làng bị thảm sát cùng thời gian, những người còn sống lấy 26/2 làm ngày giỗ chung của cả làng. Thôn Gò Dài là nơi có hố chôn tập thể lớn nhất đã trở thành Khu chứng tích Gò Dài - nơi tưởng niệm những người đã chết trong vụ thảm sát.